# Henri François Potier de La Germondaye
Pour les articles homonymes, voir Potier et Pothier.
Œuvres principales
- Introduction au gouvernement des paroisses, suivant la jurisprudence du Parlement de Bretagne (1771)

Henri François Potier de La Germondaye, ou Pothier de La Germondaye, né le 4 mai 1729 à Dinan, mort le 12 février 1797 à Rennes, est un magistrat et jurisconsulte français.
Il est surtout connu pour ses ouvrages juridiques sur les institutions ecclésiastiques, l'administration des paroisses, le droit coutumier breton, et la jurisprudence du Parlement de Bretagne. Avocat au parlement puis magistrat, il devient substitut à Rennes ; sous la Révolution, il redevient avocat, et prend la défense de Jean-Baptiste Gresseau en 1791.

## Biographie

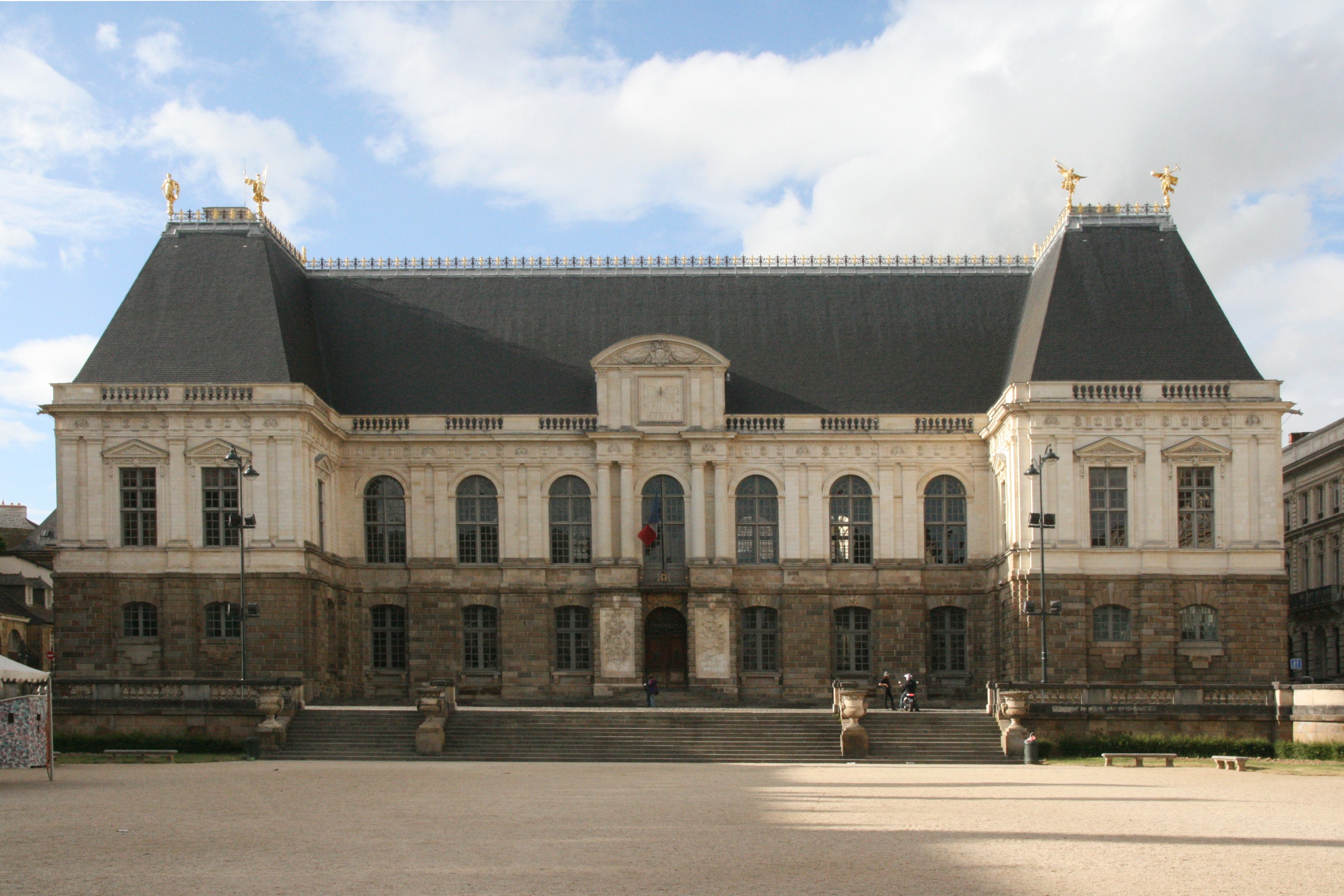
Le Parlement de Bretagne, où La Germondaye est substitut du procureur général.

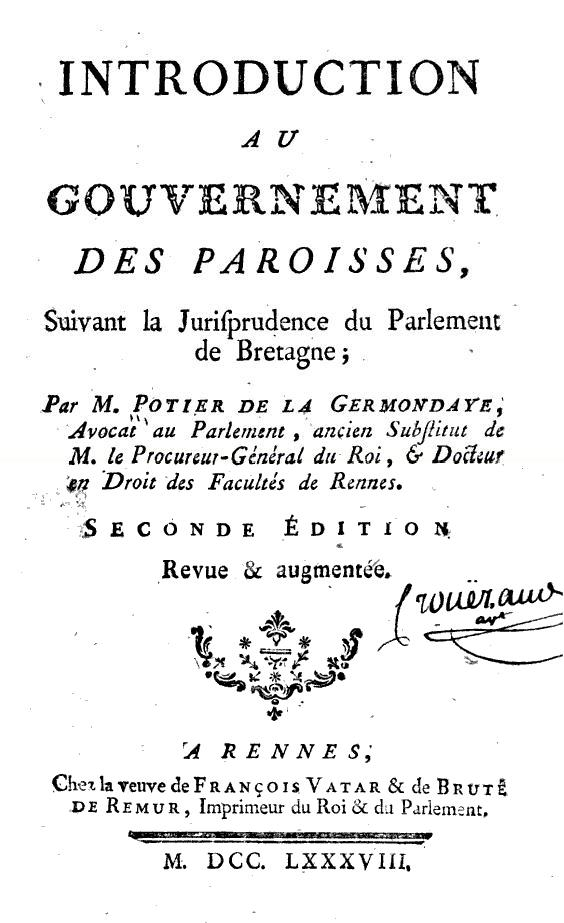
LIntroduction au gouvernement des paroisses est son ouvrage le plus apprécié.

Henri François Potier de La Germondaye est le fils de François Julien Potier, conseiller du roi, alloué du roi, lieutenant-général de la juridiction de Dinan, et de Marie-Anne Jourdain, dame du Parc.

### Avocat puis magistrat
Potier de La Germondaye fait ses études juridiques et devient docteur en droit des facultés de Rennes, et avocat au Parlement. Il est ensuite substitut du procureur général au Parlement de Bretagne,.

### Jurisconsulte
La Germondaye est connu essentiellement comme jurisconsulte et auteur d'ouvrages « estimés » sur les institutions ecclésiastiques et la jurisprudence du Parlement de Bretagne, notamment par application du droit coutumier régional.
Son livre qui a le plus de succès est l'Introduction au gouvernement des paroisses, suivant la jurisprudence du Parlement de Bretagne. Il le publie en 1771, et prépare une autre édition en 1787. Toullier explique ce succès par le fait que cet ouvrage s'attache précisément et particulièrement à la Bretagne, alors que ses concurrents sont plus généralistes. Th. Hamon en parle comme d'un « ouvrage original » et très pratique pour « toutes les personnes impliquées dans l'administration des paroisses, notamment de campagne ». Christian Kermoal montre que dans cet ouvrage « célèbre », La Germondaye a voulu suppléer selon lui à la faible instruction de la paysannerie, et qu'il est encore plein des préjugés de l'Ancien Régime.
Plusieurs de ses ouvrages sont plusieurs fois réédités. Ils servent pour leur intérêt juridique jusqu'au XIXe siècle, et sont utilisés jusqu'au XXIe siècle pour leur intérêt historique. Ils sont cités dans plusieurs cours de droit et traités de jurisprudence. Ainsi, le Traité du gouvernement des paroisses de 1839 par G. L. J. Carré s'y réfère en large part, le droit coutumier étant encore valable dans les cas où les nouvelles lois ne sont pas explicites ; le même auteur estime que l'ouvrage de La Germondaye sur le gouvernement des paroisses est l'un des trois ouvrages de référence dont il a l'ambition de prendre la suite.
Les ouvrages de La Germondaye sont encore cités aux XXe et XXIe siècles par des historiens des religions qui les utilisent comme base documentaire avec leurs commentaires sur les institutions ecclésiastiques et sur les arrêts juridiques. Ils sont également mis à profit par des historiens régionaux.

### Redevenu avocat
En 1788, La Germondaye est qualifié d'ancien substitut. Il est redevenu avocat à cette époque.
La Germondaye est maintenu noble en 1788 ; ses armes sont de gueules à la fasce d'argent accompagnée de trois croisettes de même.
Au début de la Révolution française, il est un des signataires les plus remarqués d'un mémoire appuyant les revendications du Tiers et l'égale répartition des charges, mais visant aussi à concilier les opinions des trois ordres sur la procédure de vote, en préconisant le vote par ordre en matière d'impôt, et le vote par tête pour toutes les autres affaires.
Il reçoit en 1790 une pension de 1 000 livres sur le Trésor royal, en « récompense de ses services en qualité de ci-devant substitut du procureur général au Parlement de Bretagne ». En 1791, Potier ci-devant de La Germondaye est un des avocats défenseurs du religieux Jean-Baptiste Gresseau qui traite d'apostasie le serment civique.
La Germondaye est mort en 1797 à Rennes, selon Levot.

### Famille
Henri Potier de La Germondaye épouse Renée Rose Piolaine de La Bretonnière.
- Ils ont huit enfants :
  - Renée Rose Virginie Potier de La Germondaye (1761‑1828), épouse de Jean Louis Corentin Le Baron (1750‑an XIV), procureur général. Ils sont les grands-parents de l'écrivain Paul Féval (1816-1887).
  - Emmanuel Michel Jean Potier de La Germondaye (1763‑1814), bénédictin, qui émigre aux Antilles.
  - Rose Jeanne Renée Potier de La Germondaye (1764‑1839) épouse de Louis Marie Mathieu Sévène (1757‑1827), avocat au Parlement. Ils ont plusieurs enfants, dont Louise Sévène qui épouse Antoine-Élie Lamblardie (1784-1842), ingénieur, inspecteur général des Ponts et chaussées, directeur des travaux maritimes.
  - Marie Anne Françoise Potier de La Germondaye (1766‑1833), épouse de Joseph René Jean de Poillève de La Guérinais (1760‑1830).
  - François Marie Potier de La Germondaye (1767‑1819), qui épouse Eugénie Marguerite Genard ou Jenar (1783‑1845).
  - Josèphe Renée Potier de La Germondaye (1769‑), qui épouse Guillaume Louis de Jolivel (1750‑).
  - Malo Guillaume Potier de La Germondaye (v.1773‑1782)
  - Euphrosine Françoise Potier de La Germondaye (1775‑1846), qui épouse Paul Marie de Deschamps de La Porte (1765‑).

## Œuvres
- Introduction au gouvernement des paroisses, suivant la jurisprudence du Parlement de Bretagne, Rennes, 1771, in-12 ; rééd. Saint-Malo et Rennes, L.H. Hovins et E.G. Blouet, 1777, in-12, XII-514 pages ; nouvelle édition, 1787 ; rééd. Rennes, veuve de François Vatar, 1788, in-12 [lire en ligne].
- Recueil d'arrêts rendus au Parlement de Bretagne, depuis la Saint Martin 1767 jusqu'au mois de mai 1770, sur plusieurs questions de droit et de coutume, matières criminelles, bénéficiales et de gruerie, Rennes, veuve de François Vatar, et Paris, 1775, in-12.
- Recueil d'arrêts du Parlement de Bretagne, rendus de 1770 à 1777, s.d. [1777], in-12.
- Recueil des arrêts de règlement du Parlement de Bretagne, concernant les paroisses, nouvelle édition, Rennes, Vatar, 1777, 2 vol. in-8 ; a eu huit éditions selon Rodolphe Dareste[14].
- Introduction au gouvernement des mariages, suivant la jurisprudence du Parlement de Bretagne, Saint-Malo, Rennes et Paris, 1777, in-12.
- Divers mémoires et factum, notamment pour la défense de J.-B. Gresseau[13].